# Ternitz
Ternitz är en stadskommun i förbundslandet Niederösterreich i Österrike. Kommunen har 14 753 invånare (2024). 
Kommunen består av 13 orter (Ortschaften) (inom parentes invånarantal 1 januari 2024):

- Flatz (288)
- Gadenweith (14)
- Gutenmann (6)
- Holzweg (27)
- Pottschach (4 919)
- Putzmannsdorf (982)
- Raglitz (593)
- Reith (40)
- Sieding (370)
- St. Lorenzen am Steinfelde (64)
- Stixenstein (18)
- Ternitz (7 354)
- Thann (78)